# Гаскойн (річка)
Гаско́йн (англ. Gascoyne) — найдовша річка у Західній Австралії. Довжина 780 км. Площа басейну 68,3 тисяч кілометрів. Протікає по Західному-Австралійському плоскогір'ю й впадає в затоку Шарк Індійського океану. Коливання рівня води дуже відрізняються по сезонах — у суху пору року русло пересихає, у травні — липні — бурхливі паводки. Середня витрата води близько 20 м/с Гирло має тільки підземний стік. На річці, в гирлі, розташований порт Карнарвон. Названа лейтенантом Джорджем Гріємо в 1839 році «на честь мого друга, капітана Дж. Гаскойна».